# Exanthica
Exanthica is een geslacht van vlinders van de familie stippelmotten (Yponomeutidae).

## Soorten
- E. atelacma Edward Meyrick, 1926
- E. trigonella Felder, 1875